# Sanahin kloster
Sanahin kloster er et kloster fra Den Armenske Apostolske Kirke nær landsbyen Sanahin i provinsen Lori i det nordlige Armenien, grundlagt i 966. I lighed med det lige under fire kilometer nordøstligere beliggende Haghpat Kloster, er det opført siden 1996 og er en UNESCO verdensarv lokalitet. På stedet er mange khachkarer (armenske korssten) og flere biskopsgrave. I centrum af komplekset ligger den største bygning, Frelserkirken. Den ældste bygning er den nordlige tilstødende moderkirke fra andet kvartal af det 10. århundrede. I 1063 blev der bygget et bibliotek på stedet. Indtil det 13. århundrede blev komplekset yderligere udvidet. I dag betragtes det det bedst bevarede middelalderlige klosterkompleks i Armenien.

## Beliggenhed
Sanahin Kloster blev bygget som de andre klostre i det nordlige Armenien og ikke som klostrene i de tørre områder i Armenien væk fra bosættelser nær en eksisterende landsby. For at symbolisere verdens afsondrethed byggede bygherrer klostret i en lidt forhøjet position på en skråning af bjerget Tchantinler som en befæstet anlæg over landsbyen Sanahin. Klosteret har udsigt over floden Debed. Sanahin ligger omkring 170 km fra den armenske hovedstad i Jerevan og to kilometer nordvest for byen Alaverdi.

## Beskrivelse
I Sanahin var det formentlig et præ-kristent kultsted, hvor der stod et tempel. Der blev klosteret grundlagt mellem 4. og 10. århundrede.
Hele kloster komplekset er omgivet af en mur og består af fem kirker, to gavitter, en skole, et bibliotek, Academie des magistros, en kirkegård og et klokketårn. Hovedbygningerne er grupperet omkring hovedkirken og er strukturelt forbundet med dette.
Kirken Surb Hakop er en korsformet kirke med fire (halvt ødelagte) apsiser. Det blev bygget i den anden halvdel af det 10. århundrede, hvilket gør den til en af de ældste bygninger i klosteret kompleks.
I midten af komplekset ligger Surb Astvatsatsin Kirke (armensk: Սուրբ Աստվածածին, "Guds moder", vestarmensk Surp Asdwadsadsin, andre transskriptioner Surp Astvatsatsin, Surb Astuacacin, Surb Astwazazin), hvis konstruktion blev startet mellem årene 928 og 944. Det er en korsformet kirke. Det centrale kirkerum er kronet af en kuppel med tambur. Begge komponenter er yngre end kirken og blev tilføjet i det 18. århundrede. Dette blev gjort i henhold til en af de inskriptioner fundet i 1652 under genopbygningen af komplekset under tilsyn af Sargis Oustah og hans elever. På grund af deres form og deres indretning med fire dyreskulpturer, hvis betydning endnu ikke er afklaret, betragtes tromperne som ekstraordinære. Ligeså usædvanligt er den lille model af kirken under indgangen til et sidekapel.
Umiddelbart ved siden af denne relativt lille kirke lod dronning Khosrovanuysh i 966 bygge den meget større Frelserkirke. Hun støttede sin mand, kong Ashot III (Den Barmhjertiges) fra det armenske Bagratide-dynasti. Efter afslutningen forlod parret bygningen, som også er en kors-kuplet kirke, dedikeret til hendes sønner Smbat og Gürgen. Begge er på et relief, som er den ældste skildring af menneskelige figurer med en kirkemodel i Armenien, præsenteret på en tympanon på den østlige facade. Smbat blev senere konge af Ani og Kuirike hersket i Lori. Fire to-etages sidekapeller danner korsets arme. Kuppelen blev fuldstændig genopbygget i 1184. I øst og syd facader, bygningen har blinde arkader, som er blandt de ældste eksempler på denne pynt i Armenien. Lidt yngre eksempler findes i katedralen i Ani.
Interiøret i begge kirker blev dekoreret med freskoer, der næsten er helt ødelagt i dag.
Begge kirker er forbundet med en bygning, Akademie des Magistros, som tidligere fungerede som et uddannelsescenter. Det blev oprettet i to faser i slutningen af 10. og i begyndelsen af det 11. århundrede. Det er navngivet efter den armenske filosof, forfatter og videnskabsmand Grigor Magistros Pahlavuni (født 990, død 1059). Hans skrifter er en vigtig kilde til middelalderens teologi, litteratur, mytologi, politik, videnskab og medicin i Armenien. Indenfor væggene har bygningen smalle nicher, der sandsynligvis blev brugt som siddepladser for eleverne under foredragene. Hvælvingen understøttes af såkaldte tværgående buer og massive søjler. Mellem de to klostre var der en arbejdsdeling: mens Sanahin fokuserede på humaniora, lagde Haghpat vægten på videnskabelige artikler, middelalderlig miniaturemaleri og miniaturemaleri, kalligrafi og filosofi.
Det lille kapel St. Gregory har en cirkulær plan. Dets byggeår er uklart. Det er kendt, at det blev genopbygget i 1061. Dens runde kuppel hviler på kileagtige fremspring mellem væggenene.
Omkring 20 meter øst for Surb Hakop kirken ligger en kirke fra det 13. århundrede, Surb Harutiun. Kirkeskibet har en hvælving. Det er historisk interessant på grund af dets to identiske østlige alterapsiser.
Biblioteket blev bygget i 1063 og fungerede også som et opbevaringssted for relikvier. Dronning H'ranush, datter af David Anhoghin, finansierede dets opførelse. Bygningen har en firkantet grundplan. Det store ottekantede telttag er understøttet af diagonale buer, som igen hviler på fire halvkolonner i midten af de fire ydre vægge.
De to gavitter blev bygget til kirkerne mod vest. De blev brugt som pladser for foredrag, møder og som ekstra kirkeplads ved større messer.
Frelserkirkens gavit blev bygget i 1181 efter ordre fra fyrst Kurd og abbed Grigor Tutevordi. Den udøvende arkitekt var Zhamhair. Fire massive søjler bærer yerdik (en kuppel med en central åbning). I sin konstruktion ligner yerdik de traditionelle armenske boliger med den forskel, at i stedet for træbjælker blev brugt stenplader. Sanahin betragtes som et tidligt eksempel på brugen af denne byggemåde i hellige bygninger. Kolonnerne med relieffer og graveringer på soklerne, opdelte også det indre i flere dele.
Gavit foran Surv Astvatsatsin kirken blev bygget af prins Vacheh Vachutian i 1211. Den tre-skibede hal er dækket med hvælvinger og to hældninger. To rækker af tre forskellige indrettede søjler opdeler hallen i tre skibe.
Klokketårnet i Sanahin er en tre-etagers bygning med et firkantet layout. Det blev bygget mellem 1211 og 1235. Ovenfor stiger lydarkaden dannet af søjler, kronet af et konisk tag. Ydervæggene er dekorerede med fint udskårne vinduer, kryds og mønstre af gul sandsten. I den vestlige facade blev et stort kors af rød tufa indarbejdet, som er rigt dekoreret med ornamenter. Han betragtes sammen med Haghpat klokketårn som den ældste struktur af denne type i Armenien.
Fontænen på nordmuren blev bygget i 1831. Ældre er et springvand i landsbyen, der stammer fra det 12. eller 13. århundrede og er overbygget med en hvælvet hal.
Klosteret har flere grave. Mausoleerne til prinsene Kiurikeh og David Kiurikian grænser direkte til Surb Astvatsatsin kirken. De hvælvede rum blev bygget i slutningen af det 10. århundrede og i midten af det 11. århundrede. I den sydøstlige del af graven er der en halv-underjordisk krypt med et hvælvet loft og delvis bevarede kapeller over det. De ligner design i det lille kapel i St. Gregory.
I det 19. århundrede havde familien Argutinski-Dolgoruki et andet gravsted bygget i Sanahin. Den Argutinski-Dolgoruki (Arghutian-Yerkainabazuk) er en nyere serie af zakariderne, et fyrstedynasti, der regerede som vasaller under georgiske konger 1201-1260 fra deres hovedstad Ani. Zar Peter I ophøjede familierne 1800 til den russiske adelsstand.
Blandt khachkaren er mindestenen, der er opført af dronning Wanenin til minde om hendes afdøde mand, kong Abbas II, nær flodbredden den vigtigste. Ifølge dens indskrift beordrede Wanenin opførelsen af Sanahin-broen ud af sorg over sin mands død. Gaven til klosteret skulle øge den afdøde konge og grundlæggers ry. En anden vigtig Khachkar er kendt som Tsiranavour. Han står øst for hovedbygningen. Ifølge indskriften lod pater Hovhannes ham bygge af mester David for at fejre opførelsen af en kro. De tidlige kaktarer fra 10. og 11. århundrede er normalt indrettet i midten med et kryds, stiliseret fennikelfrø og grene af livets træ. De er almindeligt indrettede på en enklere måde end værker fra det 12. og 13. århundrede.

## Historie
Den præcise stiftelsesdato for Sanahin er ukendt. Det er den generelle opfattelse, at klostret blev foregået af et mindesmærkekors i det 4. århundrede (Surp Nschan = hellige tegn) på stedet som et før-kristent kultsted med et tempel, som St. Gregor Lysbringeren, der bragte kristendommen til armenierne, opførte. Sanahin er ældre end Haghpat Klosteret. Dette er også udtryk i navnet, hvilket betyder, at "dette (kloster) er ældre end det". Ifølge traditionen etablerede armenere, der vendte tilbage fra det byzantinske imperium til deres hjemland afvisende de beslutninger, der blev truffet på Koncilet i Chalkedons råd, klostret. Klosteret nævnes første gang i 930 under kong Abbass regering af det armenske Bagratide-dynasti. Ifølge denne tradition blev den bygget på ruinerne af en kirke fra det 4. eller 5. århundrede. I det 11. århundrede blev byggevirksomheden standset på grund af invasionen af de seldsjukiske tyrker.
Senere var Sanahin bopæl for Kiurikide-dynastiet (en sidegren af Bagratiderne), som indtil midten af det 12. århundrede havde deres gravsted der samt til midten af det 11. århundrede sæde for et bispedømme var. Dette førte til et nyt byggeboom på klosterets jerder og det omkringliggende område. Mellem Sanahin og Haghpat og på begge klostres områder opførtes mere end 20 kirker og kapeller, udhuse, grave, klokke tårne, en uddannelsesinstitution (Akdemie des magistros), biblioteker, kantiner, gallerier, broer og andre monumentale bygninger og talrige boliger og landbrugsbygninger. Mange af dagens bygninger går tilbage til denne periode. Samtidig blev klostrene Sanahin og Haghpat det åndelige og videnskabelige center for Kiurikidernes kongerige.
I begge klostre, især i Sanahin blev undervist i humanitære videnskaber, musik og medicin, skrevet videnskabelige artikler og fremstillet malede kunstværker (for det meste i form af miniaturer).
I det 13. århundrede kunne Kajan-fæstningen ikke forhindre erobring af området. Da den mongolske gyldne horde invaderede Armenien i slutningen af 1200-tallet, blev Sanahin forladt.

## UNESCOs verdensarvsliste
I 2000 blev taget Sanahin på det 24. møde i Verdensarvsudvalget sammen med Sanahinbroen optaget på UNESCOs Verdensarvsliste, og navnet på den eksisterende verdensarvslokalitet Haghpat omdøbt til klostrene Haghpat og Sanahin.